# Vaneča
Vaneča (madžarsko Vaslak, prekmursko Vaneče, nemško Wanesch) je naselje v Občini Puconci.
V kraju so leta 1954 vaščani priredili Borovo gostüvanje.